# Корольки (Оренбургская область)
Корольки — хутор в Соль-Илецком городском округе Оренбургской области, на территории бывшего Боевогорского сельсовета.

## География
Находится на левом берегу реки Елшанка на расстоянии примерно 13 километров по прямой на север-северо-запад от окружного центра города Соль-Илецк.

### Климат
Территория расположена в очень засушливой зоне. Для климата характерна континентальность — жаркое сухое лето (средняя температура самого тёплого месяца в году — июля +22 °C), холодная малоснежная зима (средняя температура января −15 °C). Среднее количество осадков за год незначительно — 300—350 мм и приходится большей частью на летние ливневые дожди. Высота снежного покрова менее 30 см.

## Палеонтология
В районе хутора в отложениях раннего триасового периода (верхнеиндский подъярус) обнаружен ископаемый образец темноспондильной амфибии Prothoosuchus.

## История
Впервые упоминается в 1923 год как хутор Корольков — 12 дворов и 86 душ. Основано село переселенцами из центра России и из Украины вероятно в 1916—1920 годах. Назван хутор по фамилии главы одной из переселившихся семей.

## Население
Постоянное население составляло 25 человек в 2002 году (русские 92 %), 7 человек в 2010 году.